# Демидівська вулиця (Київ)
Деми́дівська ву́лиця — вулиця в Дарницькому районі міста Києва, селище Бортничі. Пролягає від Озерної вулиці до Святищенської.
Прилучаються вулиця Леоніли Заглади і Лісовий провулок; вулицю перетинають вулиці Садова, Суворова, Сергія Світославського та Варвари Маслюченко.

## Історія
Виникла в першій половині XX століття під такою ж назвою (від частини села Бортничі під назвою Демидівка, якою вулиця пролягає).